# Verkkosaari (ö i Södra Savolax, S:t Michel, lat 61,71, long 27,50)
Verkkosaari är en ö i Finland. Den ligger i sjön Toplanen och i kommunen Sankt Michel i den ekonomiska regionen  S:t Michel och landskapet Södra Savolax, i den södra delen av landet, 220 km nordost om huvudstaden Helsingfors. Öns area är 0,6 hektar och dess största längd är 120 meter i nord-sydlig riktning.